# Sainte-Marie-sur-Mer
Pour les articles homonymes, voir Sainte-Marie.
Sainte-Marie ou Sainte-Marie-sur-Mer est une ancienne commune française de l'Ouest de la France, dans le département de la Loire-Atlantique (région Pays de la Loire).
Depuis juin 1973, Sainte-Marie est une commune associée de Pornic puis finalement intégrée en juillet 2007 par une fusion simple.
L’ancienne commune fait partie de la Bretagne historique, dans le pays traditionnel du pays de Retz et dans le pays historique du Pays Nantais.
Les habitants de Sainte-Marie sont appelés les Sanmaritains et les Sanmaritaines.

## Géographie
Sainte-Marie est un bourg sur la Côte de Jade, avec des côtes découpées parsemées de criques.

## Histoire
C'est au VIIe siècle que Saint Philibert envoie des moines créer dans le bas-Poitou des prieurés paroissiaux, à des fins d'évangélisation. Parmi ces chapelles construites par les moines philibertins et dédiées le plus souvent à la Vierge, se trouve celle qui deviendra au XIIe siècle, l'abbaye Sainte-Marie de Pornic. Au XVIIe siècle, l'abbaye est abandonnée par les moines et tombe en ruines au cours du siècle suivant.
Pendant un temps, durant la Première République, Sainte-Marie porta le nom de Roche-Peltier.
La Seconde Guerre mondiale se prolongea à Sainte-Marie et ses voisines de l'estuaire durant 9 mois de plus (d'août 1944 au 11 mai 1945) que dans le reste de la France : c'est l'épisode connu sous le nom de Poche de Saint-Nazaire.
La commune de Sainte-Marie fut rattachée avec Le Clion-sur-Mer à celle de Pornic le 1er juin 1973 avec le statut de commune associée, en vertu de la loi Marcellin du 16 juillet 1971. Le Clion-sur-Mer passa dès 1987 en fusion simple avec la suppression de la mairie annexe.
Le 16 mai 2006, les Sanmaritains ont voté pour la fusion complète des communes de Sainte-Marie et Pornic à 50,83 % (avec une différence de 47 voix sur plus de 2 800 votants),.
Au 1er juillet 2007, après acceptation du préfet de la Loire-Atlantique de la fusion simple des communes de Pornic et de Sainte-Marie, cette dernière perd son statut de commune associée et devient une subdivision de Pornic. Même si le résultat de la consultation fut l'objet de recours, la requête fut rejetée par la Conseil d’État.

## Emblèmes

### Héraldique
| Blason | Blasonnement : Parti : au premier, de gueules à un hérisson d'or, au chef d'argent chargé de deux mouchetures d'hermine de sable ; au second, d'azur à la « Vierge à l'Enfant » d'or à l'oculus d'argent, soutenue d'une mer d'argent mouvant de la pointe, au chef d'or à la croix de sable, à la bordure de gueules. Commentaires : La « Vierge à l'Enfant » est une vierge-tabernacle, œuvre d'art liée à la paroisse de Sainte-Marie. Le hérisson (ou porc-épic selon d'autres sources) rappelle les moines de Saint Philibert arrivés au VIIIe siècle et sachant défendre leur territoire (prieuré de Sainte-Marie – Brevet d'Hozier, 1704). Il pourrait aussi évoquer l'animal emblème de Louis XII, époux de la reine et duchesse Anne de Bretagne. Au second parti, le chef est aux couleurs or et sable du pays de Retz : d'or à la croix de sable, rappelant l'appartenance de Sainte-Marie au pays de Retz. Les mouchetures d'hermine évoquent l'hermine plain de la Bretagne, rappelant l'appartenance passée de la ville au duché de Bretagne. Blason conçu par M. Godelaine le 23 mars 1946. |

### Devise
La devise de Sainte-Marie : Ad Jesum Per Mariam. (Vers Jésus par Marie.)

## Administration
| Période                                  | Période | Identité                 | Étiquette | Qualité          |
| ---------------------------------------- | ------- | ------------------------ | --------- | ---------------- |
| ????                                     | ????    | ?????? Connain           |           |                  |
| ????                                     | 1823    | ?????? Beaudouin         |           | abbé             |
| 1823                                     | ????    | ?????? Bodin des Plantes |           |                  |
| ????                                     | 1828    | Édouard Thomas           |           |                  |
| 1828                                     | ????    | François Raffin          |           | maire provisoire |
| ????                                     | 1852    | Édouard Thomas           |           |                  |
| 1852                                     | 1870    | René Laraison            |           |                  |
| 1870                                     | 1884    | Michel Picot             |           |                  |
| 1884                                     | 1886    | François Maurice         |           |                  |
| 1886                                     | ????    | Jules Galot              |           |                  |
| 1886                                     | ????    | Guillon Constant         |           |                  |
| ????                                     | ????    | ?????? Victor Soucheleau |           |                  |
| ????                                     | ????    | ?????? Bézier            |           |                  |
| ????                                     | ????    | ?????? Rouhaud           |           |                  |
| Les données manquantes sont à compléter. |         |                          |           |                  |

| Période                                          | Période    | Identité            | Étiquette | Qualité                                                           |
| ------------------------------------------------ | ---------- | ------------------- | --------- | ----------------------------------------------------------------- |
| 14.04.1985 Maire délégué de Sainte Marie sur mer | 18.03.2001 | Pierre Heriaud      | UMP       | directeur de banque député 9ème circonscription Loire -Atlantique |
| ????                                             | 14.04.1985 | Robert Rouhaud      |           |                                                                   |
| 2001                                             | 2008       | Jean-François Cossé |           |                                                                   |
| Les données manquantes sont à compléter.         |            |                     |           |                                                                   |

## Démographie
| 1794  | 1800  | 1806  | 1831  | 1841  | 1846  | 1851  |
| ----- | ----- | ----- | ----- | ----- | ----- | ----- |
| 1 220 | 1 097 | 1 119 | 1 458 | 1 459 | 1 414 | 1 501 |

| 1856  | 1861  | 1866  | 1872  | 1876  | 1881  | 1882  |
| ----- | ----- | ----- | ----- | ----- | ----- | ----- |
| 1 456 | 1 484 | 1 517 | 1 532 | 1 536 | 1 522 | 1 286 |

| 1886  | 1891  | 1896  | 1901  | 1906  | 1911  | 1921  |
| ----- | ----- | ----- | ----- | ----- | ----- | ----- |
| 1 604 | 1 715 | 1 837 | 1 850 | 1 832 | 1 792 | 1 578 |

| 1926  | 1931  | 1936  | 1946  | 1954  | 1962  | 1968  |
| ----- | ----- | ----- | ----- | ----- | ----- | ----- |
| 1 652 | 1 658 | 1 638 | 1 736 | 1 869 | 1 899 | 2 059 |

## Lieux et monuments
- Église Sainte-Marie
- Château de La Mossardière
- Statue de la Vierge Marie (sur la plage des Sablons)

## Personnalités liées à la commune
- Louis Didion (1832-1903), facteur de pianos.
- Jules Galot (1839-1908), homme politique.
- Gaston Serpette (1846-1904), compositeur, chef d'orchestre et critique.
- Anatole Louis Théodore Marie Granges de Surgères (1850-1902), historien, bibliographe et bibliophile.
- Berthe Mouchel (1864-1951), artiste peintre.
- Raoul du Gardier (1871-1952), peintre qui vécut à la Villa Magdalena à Sainte-Marie, est enterré dans le cimetière communal.
- Donatien Bouché (1882-1965), régatier français, champion olympique en bateau de 8m aux Jeux olympiques d'été de 1928 y est né.
- René Babonneau (1903-1964), légionnaire français, Compagnon de la libération y est inhumé.